# 누에보레온 자치 대학교

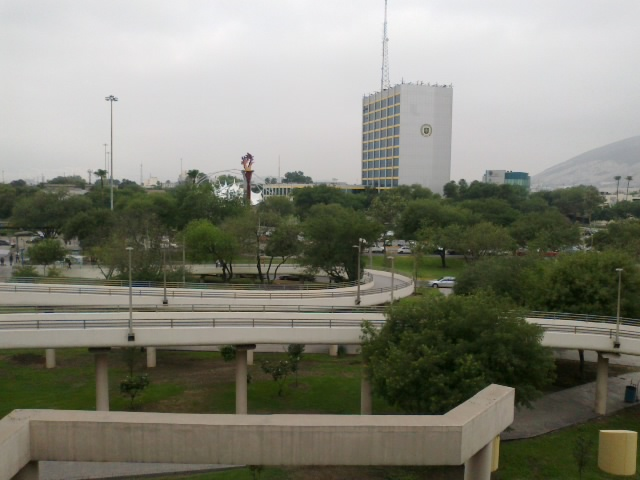

누에보레온 자치 대학교(스페인어: Universidad Autónoma de Nuevo León, UANL)는 멕시코 누에보레온주 몬테레이의 주변부에 위치해 있는 공립 고등 교육 기관이며 누에보레온 주에 여러 캠퍼스를 두고 있다.

## 역사
1703년에 가톨릭 교회는 이미 철학과 문법을 가르치고 있었으나 대학의 초기는 1859년으로 거슬러 올라간다. 이때 시민 학교에서 수업이 시작된다. 이 기관은 주지사 산티아고 비다우르리에 의해 착상되고 그가 해임당한 후에는 후임자 호세 실베스뜨레 아람베르리에 의해 완공되었다. 이 공사는 호세 엘레우테리오 곤살레스 박사가 몇십 년째 로사리오 병원에서 가르치고 있던 약학 및 의학 수업을 지원하기 위한 것이었다. 대학은 법학, 의학과 대학 이전 과정을 제공하였다. 첫 총장은 호세 데 헤수스 다빌라 이 프리에토였다.
세월이 흐르며 수업과 학부의 수는 늘어났고 시민 학교는 가르치는 과정을 더욱 전문화 하기 위한 발걸음을 내딪으며 부속 기관들을 재정비 하게 된다. 이들 기관들은 1933년 정식 대학으로서 발족하게 되며 이름을 누에보 레온 대학교라 짓게 된다. 첫 학년 동안 218명의 교수가 1,864명의 학생에게 수업을 가르쳤다. 학부 과정은 의학, 법학, 공학, 화학, 정상 학교, 학부 대학, 간호대학과 산부인과 그리고 공업 학교인 알바로 오브레곤과 파블로 리바스가 생기게 된다.
늘어나는 교수진과 관리직으로 인하여 1958년 대학 도시(Ciudad Universitaria)라고 불리는 주의 외곽 지대에 가르사 가의 성 니콜라스 시에 위치한 건물 모임을 짓게 된다. 1971년 여러 사회 운동 조직들이 정부가 대학 기관에 대한 통제를 낮추게 하면서 현존하는 "자치"의 위상을 주며 대학을 현재 이름 누에보 레온 자치 대학으로 개명하다.
1990년대 후반기 대학은 멕시칸 프로 축구 리그에 참가하고 있던 축구 클럽인 티그레스 UANL을 운영하고 있다. 대학은 한때 멕시코 검찰로부터 부패 혐의로 기소되었으나 재판 후 혐의자에게 불이익이 돌아오는 일은 없었다.

## 졸업자
학부 졸업
주지사 호르헤 트레비뇨, 소크라테스 리소, 페르난도 카날레스 클라리온드, 페르난도 엘리손도 바르라간 그리고 호세 나티비다드 곤살레스 파라스.
주 서기 레예스 타메스, 마리아 테레사 에르레라와 루이스 에우헤니오 토드
대학원 졸업
기업가 마우리시오 페르난데스 가르시아

## 관련 글
- 멕시코의 대학
- 멕시코의 대학 명단
- 멕시코의 교육